# Adrian von der Recke
Adrian von der Recke (* vor 1448; † nach 1490) war ein deutscher Domherr in Münster.

## Leben

### Herkunft und Familie
Adrian von der Recke entstammte als Sohn des Dietrich von der Recke zu Heessen (1416–1467) und dessen Gemahlin Frederun Ketteler zu Assen (1420–1448) dem westfälischen Adelsgeschlecht von der Recke. Dietrichs Vater Goddert heiratete im Jahre 1414 die Erbtochter Agnes von Volmestein. So kam das Volmarsteiner Gut in den Besitz der Familie, die sich von hier ausbreitete.

### Wirken
Adrian absolvierte ein Studium in Bologna und erhielt im Juni 1490 eine Dompräbende in Münster. Er war im Besitze der Obedienz Hiddingsel und des Archidiakonats Billerbeck. Über seinen weiteren Lebensweg gibt die Quellenlage keinen Aufschluss.